# Baptême de Clovis
Le baptême de Clovis est le sacrement symbolisant la conversion du roi des Francs Clovis Ier à la religion chrétienne. La cérémonie aurait été célébrée par l'évêque Remi la nuit de Noël, le 24 ou 25 décembre, dans le baptistère de l'église qui se trouvait à l'emplacement de la cathédrale de Reims selon une tradition presque unanime. Il intervient à une date incertaine qui est débattue par les historiens. L'historiographie, se fondant sur l’Histoire des Francs de Grégoire de Tours, a longtemps fixé cette date à la Noël 496, après la bataille de Tolbiac, mais elle se situerait plutôt en 498 ou 499 selon la majorité des historiens, même si certains penchent pour une conversion plus tardive, en 505 voire 508,.
Ce baptême a été exploité par des sources hagiographiques ou historiographiques (historiographie monarchique, catholique, républicaine), qui en ont fait a posteriori l'un des événements les plus importants de l'histoire de France, plus particulièrement de la monarchie ou de la nation française, dans le cadre du processus d'écriture d'un roman national de la France ancienne et chrétienne. C'est en souvenir de ce baptême que les futurs rois de France portaient le titre de « fils aîné de l'Église » à partir de Charles VIII. La France fut elle-même qualifiée par l'Église, notamment par le pape Jean-Paul II, de nation « fille aînée de l'Église ».

## Épisode inaugural de l'histoire de France

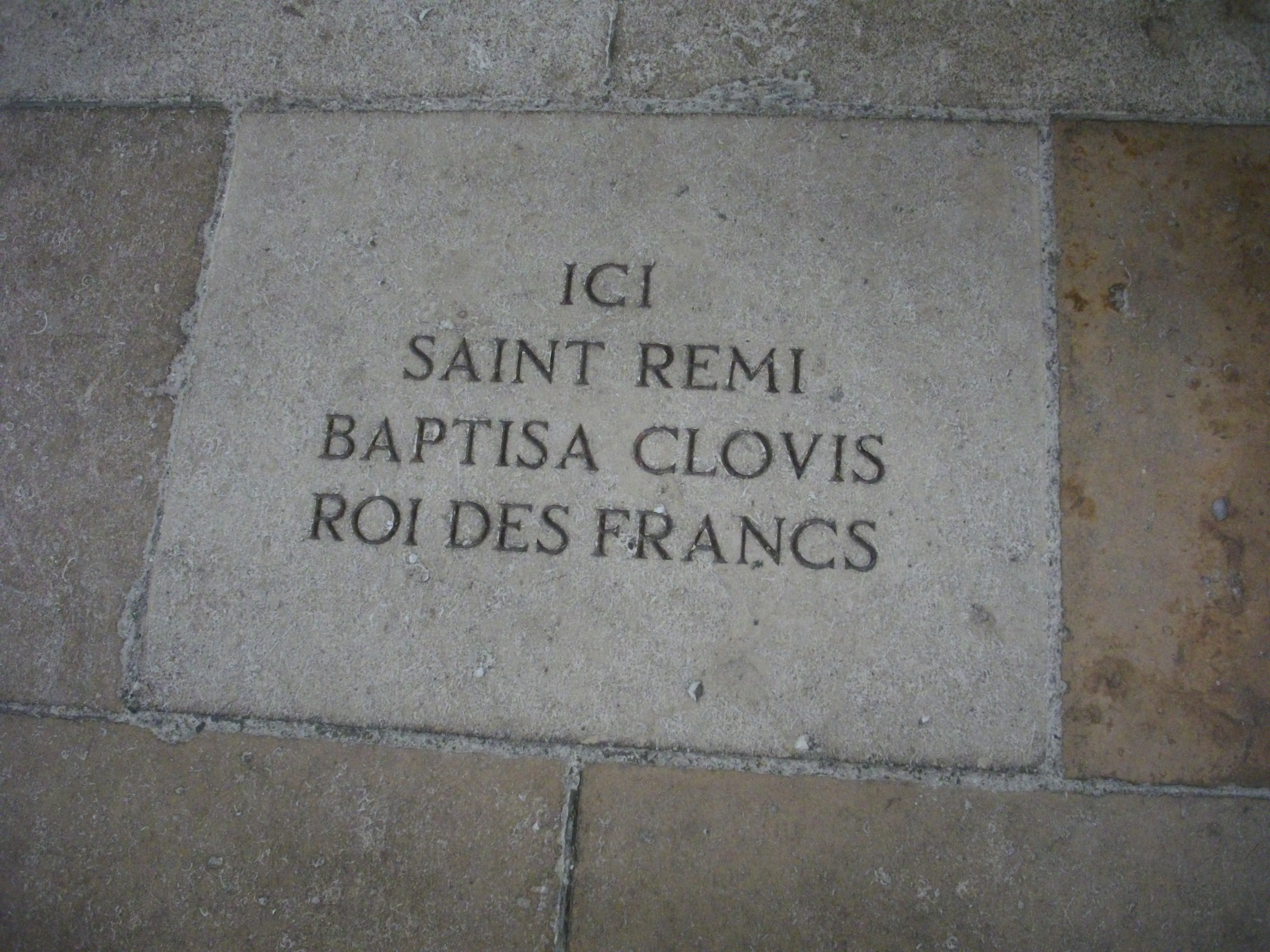
En 2009, une dalle est installée au niveau de la cinquième travée de la nef de la cathédrale, rappelant qu'une « installation baptismale » (appelée dans les médias « baptistère de Clovis »), datée grâce à des tessons de la première moitié du Ve siècle, a été mise au jour lors de fouilles archéologiques en 1995,.

### Lieu et date
Bruno Dumézil, professeur d'histoire à Sorbonne Université et élève de Michel Rouche, spécialiste de Clovis, a complètement revisité l'étude du baptême dans son ouvrage Le Baptême de Clovis. Sans nier la véracité du baptême de Clovis, il rappelle qu'on n'en connaît ni le lieu, ni la date, ni les circonstances précises. Le baptême de Clovis est un fait historique non datable. D’une part, parce que les sources manquent : le seul document contemporain des faits est la lettre que l'évêque Avit de Vienne écrivit à propos du baptême de Clovis bien qu'il n'y assistât pas. En outre, les quelques chroniques postérieures de plusieurs générations sont peu fiables et se contredisent entre elles. D’autre part, parce que nul ne s’est vraiment préoccupé à l’époque ni de l’événement lui-même, encore moins de sa datation. 
De plus, il relativise l'importance de l'événement aux yeux des contemporains. D'abord, les populations de la Gaule étaient déjà majoritairement converties au christianisme dès le milieu du IVe siècle (tous les sénateurs gaulois à Rome étaient chrétiens en 400),. 
Ensuite, les baptêmes se faisaient à l'époque de Clovis à Pâques et non à Noël. Enfin se déclarer chrétien par une profession de foi ou devant une juridiction suffisait pour l'être, le baptême ne devenant un rite consacré par l'Église qu'au milieu du VIe siècle. Il ajoute que la cuve baptismale, dont une canalisation a été retrouvée à Reims, ne permettait que l'entrée simultanée de trois personnes. Le baptême de 3 000 guerriers francs, concomitant à celui de leur chef, est donc légendaire.

### Le miracle de la Sainte Ampoule
| |  |  |
| La légende rémoise de la colombe (miniature à gauche) est un emprunt direct aux Évangiles avec le baptême du Christ dans le Jourdain où le Saint-Esprit est apparu sous forme d'une colombe (tableau de Francesco Francia à droite). |  |  |

Les sources plus anciennes relatives au baptême de Clovis ne font pas allusion à un prodige. On trouve mention du « saint chrême envoyé du Ciel » dans la liturgie rémoise remontant au VIIIe siècle au plus tard, ainsi que dans les œuvres de Godescal d'Orbais.
Selon un épisode de mythologie chrétienne rapporté dans la Vita sancti Remigii rédigée vers 876-878 par Hincmar, archevêque de Reims (vers 802-882), une colombe aurait apporté la Sainte Ampoule remplie de Saint chrême à l'évêque Rémi, pour oindre le front de Clovis. 
Le diacre chargé d'apporter le chrême ne pouvant fendre la foule pour parvenir jusqu'à Remi, une colombe, tenant dans son bec l'ampoule (remplacée par un ange dans certaines versions), serait descendue du ciel. 
L'importance de cette légende (symbole de l'assimilation du baptême et du sacre royal, mythe pour légitimer la royauté franque occidentale et la primauté du siège archiépiscopal de Reims) et de son développement au XIIe siècle pour le choix de la localité où le roi doit être sacré est déterminante dans la victoire de Reims sur Saint-Denis, cette dernière s'assurant à la même époque un double monopole en matière de sacralité royale (nécropole dynastique de la famille royale et conservation des principaux regalia du royaume de France).
La plus ancienne représentation du baptême de Clovis figure sur une plaque d'ivoire illustrant les Miracles de saint Remi, conservée au musée de Picardie, à Amiens, elle date du IXe siècle.

### Rôle de Clotilde et motivations de Clovis

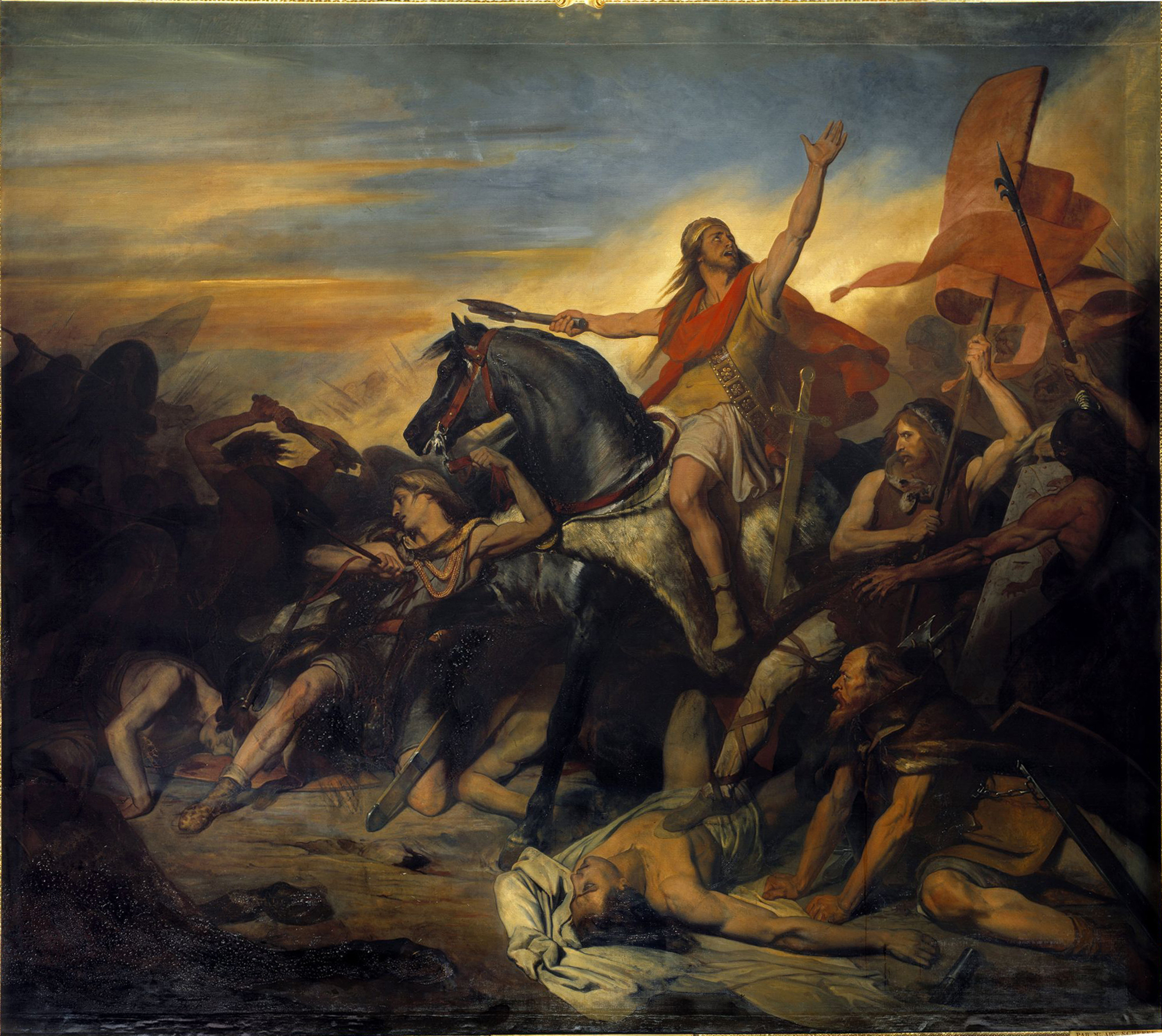
Bataille de Tolbiac par Ary Scheffer (1836), conservé à la galerie des Batailles, au musée de l'Histoire de France, à Versailles.

La tradition, soutenue par l’Histoire des Francs de Grégoire de Tours, récit sujet à caution, lie la conversion de Clovis au rôle déterminant de Clotilde, princesse burgonde chrétienne chalcédonienne (on dirait maintenant catholique) qui l'a épousé à une date incertaine (l'historiographie classique l'a longtemps placé en 493 mais les historiens penchent plutôt aujourd'hui pour les années 500), et lie la décision du roi de se faire baptiser à la bataille de Tolbiac (dont la date fait elle aussi débat) au cours de laquelle il aurait fait vœu de recevoir le sacrement, si le dieu chrétien de Clotilde lui accordait la victoire. Les motifs de cette conversion au christianisme nicéen (la religion orthodoxe, dite aussi « catholique », à une époque où les dynasties burgondes et wisigothes en particulier, pratiquent une variante hérétique, l'arianisme), peut-être antérieure de nombreuses années à son baptême, suscitent de nombreux débats parmi les historiens. Certains historiens y voient une évolution spirituelle sincère, d'autres un acte politique opportuniste d'un roi issu d'un milieu largement romanisé, qui vise à accroître son emprise territoriale en obtenant le soutien des élites gallo-romaines christianisées (élites civiles, militaires et religieuses, notamment l'épiscopat détenteur de pouvoirs politiques et administratifs considérables),.

### Fondation d'un mythe

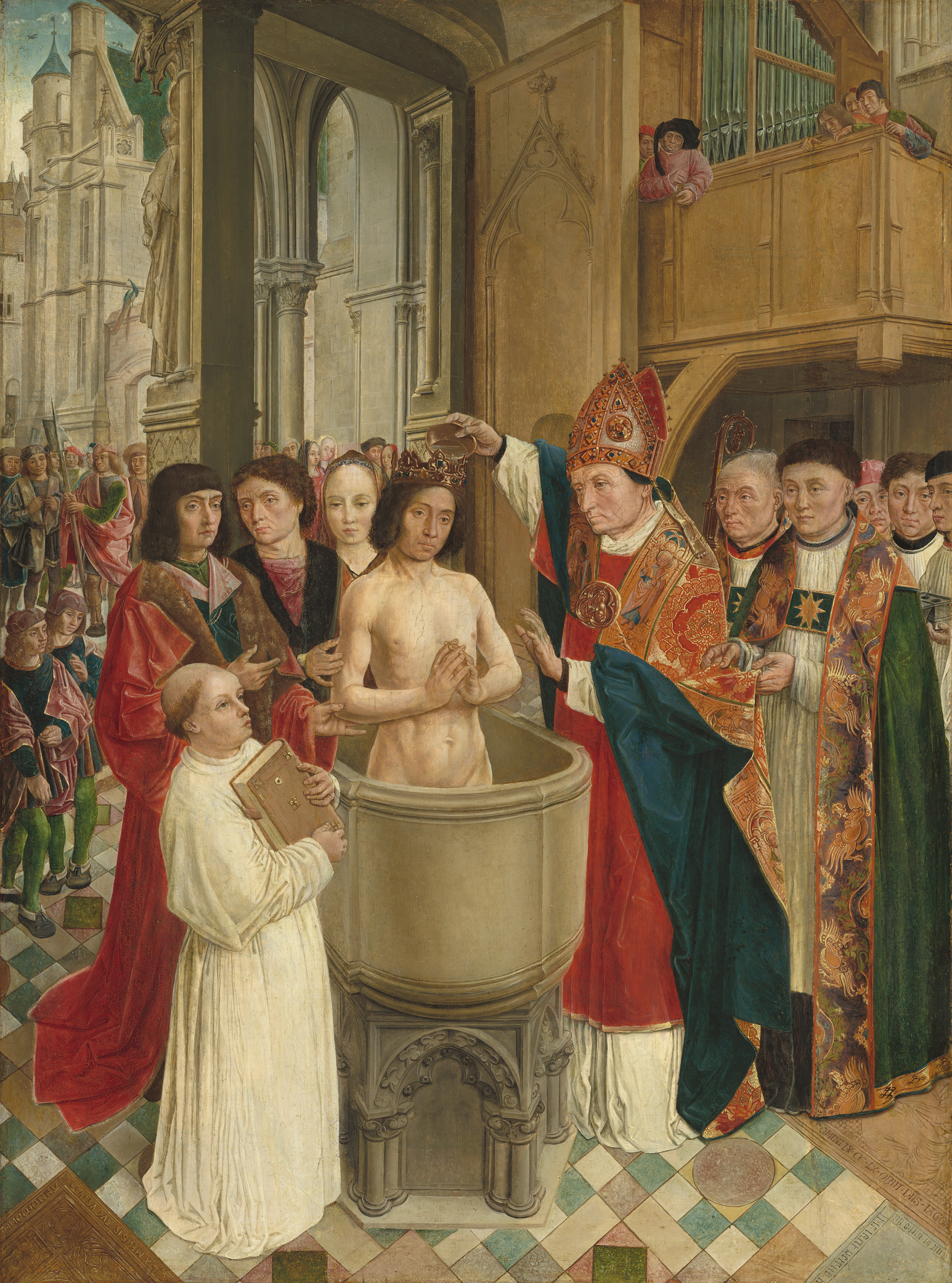
Le Baptême de Clovis (toile, vers 1500) du Maître de Saint Gilles, National Gallery of Art de Washington.

Le récit de Grégoire de Tours sur le baptême de 3 000 guerriers francs (6 000 dans la Chronique de Frédégaire), concomitant à celui de leur chef, reste également idéologique. Ces soldats auraient pu recevoir devant la cathédrale une aspersion collective ou leur baptême être différé mais Grégoire, en tant qu'hagiographe, forge la conversion massive de ces soldats (référence probable au récit biblique des Actes des apôtres) permettant aux Francs de rejoindre les Gallo-romains, dans un dessein d'unité politique qui aurait pour fondement principal l'unité religieuse du royaume,.
Alors que les vies de saints du VIe siècle négligent le baptême de Clovis, cet épisode est très vite intégré dans l'historiographie ecclésiastique (historiographie cléricale et généralement monastique, avec notamment le rôle au service de la monarchie des centres historiographiques de Fleury, de Reims et de Saint-Denis, ou Grégoire de Tours qui montre la voie en faisant de Clovis un « nouveau Constantin ») puis, dans un pays où s'affermit le pouvoir royal au XIIIe siècle, dans l'historiographie monarchique (avec notamment les Grandes Chroniques issues de l'atelier dionysien) qui fait du peuple de France le peuple élu et de Clovis le premier roi chrétien.

## Perception contemporaine

### Commémoration du quatorzième centenaire du baptême de Clovis (1896)
La France, sous la présidence de Félix Faure, fête en grande pompe à Reims en 1896 le quatorzième centenaire du baptême de Clovis. Cette commémoration constitue l'apogée du mythe fondateur de la nation française.

### Visite de Jean-Paul II en France en 1980
Au cours de sa première visite apostolique en France en 1980, le pape Jean-Paul II a prononcé en conclusion de son discours au Bourget le 1er avril :

« France, fille aînée de l’Église, es-tu fidèle aux promesses de ton baptême ? »

Il a ajouté :

« France, fille aînée de l’Église et éducatrice des peuples, es-tu fidèle, pour le bien de l’homme, à l’Alliance avec la sagesse éternelle ? » »

### Commémoration du quinzième centenaire du baptême de Clovis (1996)

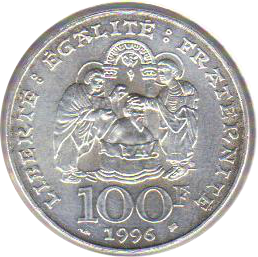
Pièce commémorative de 100 francs émise en 1996.

Le diocèse de Reims compte plus de 90 paroisses dédiées à saint Remi. En 1996, sous la présidence du sénateur Albert Vecten, une commémoration du quinzième centenaire du baptême de Clovis voit l'organisation de plusieurs manifestations. Parmi celles-ci, sept circuits reliant ces paroisses sont définis et proposés au public du 15 juin 1996 au 31 octobre 1996.
C'est à la même occasion que le pape Jean-Paul II célèbre une messe le 22 septembre sur la base aérienne 112. Cette commémoration suscite une vive opposition des milieux anticléricaux et de certains groupes de laïcs qui dénoncent une récupération de Clovis comme un instrument de la propagande vaticane et voient dans cette célébration une revanche cléricale et intégriste sur le bicentenaire républicain de la Révolution. La controverse, baptisée « l'affaire Clovis » dans de nombreux médias (d'après le nom du pamphlet publié en septembre 1996 par Pierre Bergé), prend d'autant plus de relief que le pape est venu en France le 21 septembre, jour même de la proclamation de la Première République.
La Poste française imprime aussi en 1996 un timbre de 3 F avec comme illustration celle du Baptême de Clovis dans Grandes Chroniques de France (Castres, Bibliothèque Municipale, fol. 11. XIVe siècle) accompagnée de la mention « Clovis » et du texte « De la Gaule à la France 496-1996 ».